# Старые Крюки
Старые Круки — деревня в составе Миорского сельсовета Миорского района Витебской области Республики Беларусь.
Находится возле шоссе Полоцк-Браслав. Недалеко проходит нефтепровод «Дружба».
Население деревни — 43 человека (2019).

## Достопримечательности
В 1973 году в деревне был поставлен памятник 64 её жителям, погибшим в Великой Отечественной войне.